# Anisaedus pellucidas
Anisaedus pellucidas is een spinnensoort uit de familie Palpimanidae. De soort komt voor in Chili.